# Братеевская пойма

Ортофотоплан парка (2018)

«Брате́евская пойма» — парк и природный заказник в Южном административном округе Москвы в районе Братеево. Расположена на юго-востоке города, на территории поймы Москвы-реки, откуда и получила своё название. Парк официально открыт 10 июля 2018 года, заказник создан 6 февраля 2019.

## Расположение
К востоку от жилой зоны района Братеево, восточнее Алма-Атинской, Братеевской и Ключевой улиц района, и западнее русла Москвы-реки. Площадь благоустроенной зоны парка составляет 80 га (по другим данным — 82.2 га), а всей территории парка в случае включения низовья реки Городни — 190 гектаров.
Ближайшая станция метро — «Алма-Атинская», в северной части парка также рядом находится автобусная остановка «Братеевская пойма» (в конце улицы Борисовские Пруды).

## История
Законом города Москвы от 6 июля 2005 года было запланировано создание фаунистического заказника «Братеевская пойма».
Благоустройство парка началось в июле 2017 года. Концепция развития территории парка была разработана с учётом мнения москвичей, принявших участие в голосовании на портале «Активный гражданин», высказавших пожелание о наличии спортивной и экологической составляющих парка. В конце мая 2018 года заместитель мэра Москвы по вопросам жилищно-коммунального хозяйства и благоустройства Пётр Бирюков подтвердил полную готовность природной зоны. В феврале 2019 года на территории был организован фаунический заказник, призванный сохранить исчезающие виды животных.
Начиная с 2014 года на территории обострился конфликт между местными жителями и строителями, часть земель была выведена из создаваемой особо охраняемой природной территории.

## Описание

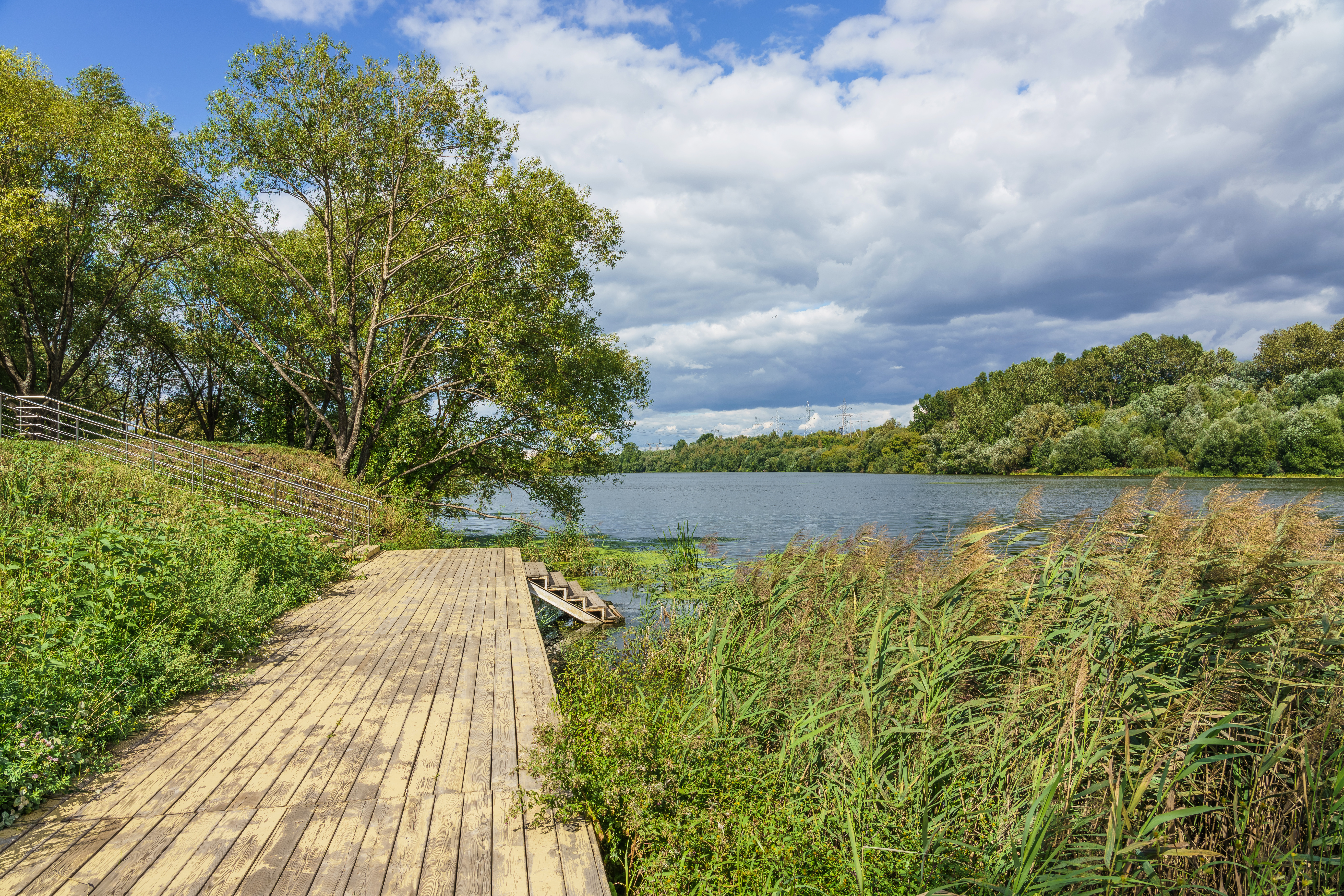
Пирс у Москвы-реки в южной части парка

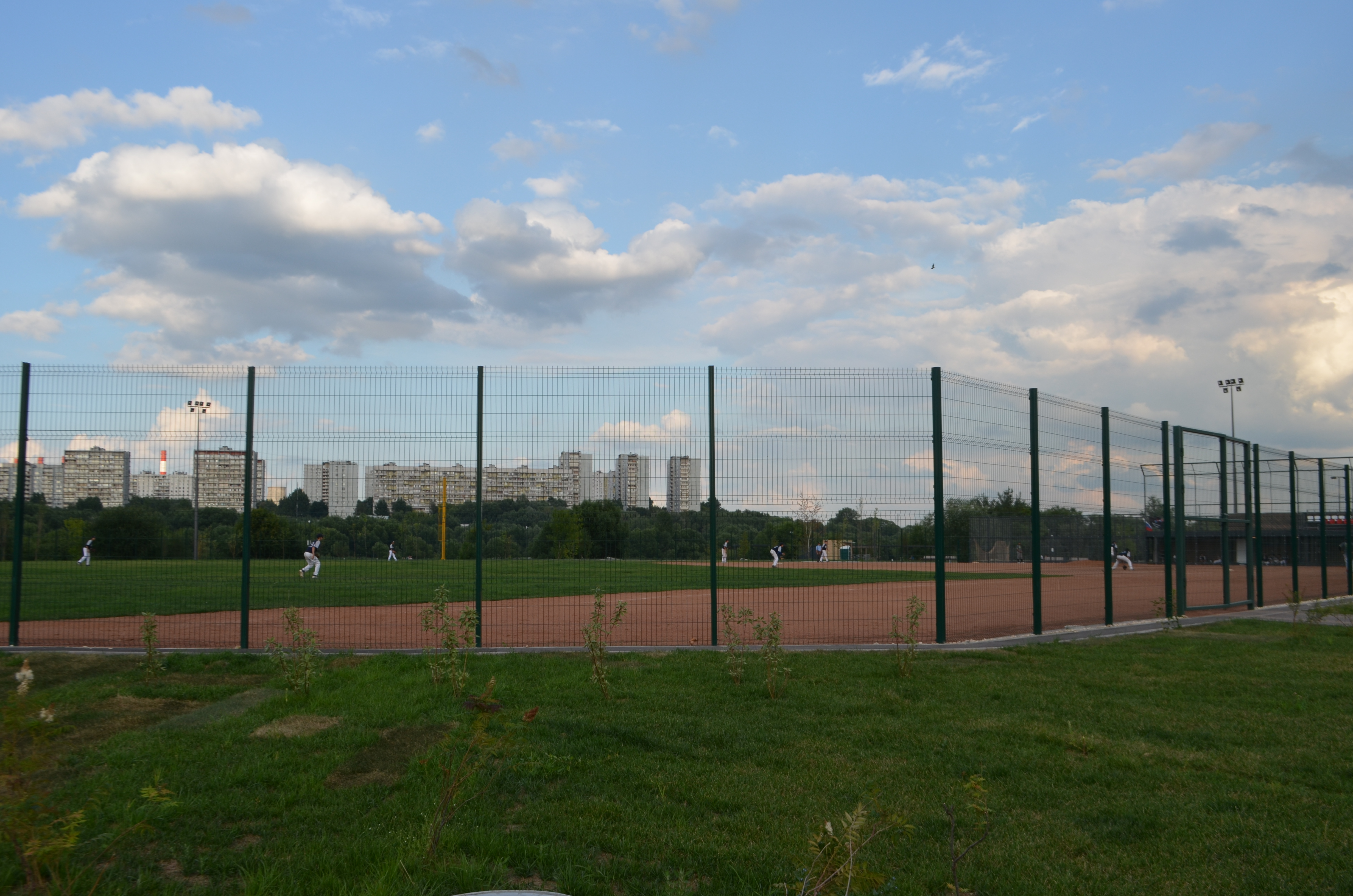
Бейсбольное поле

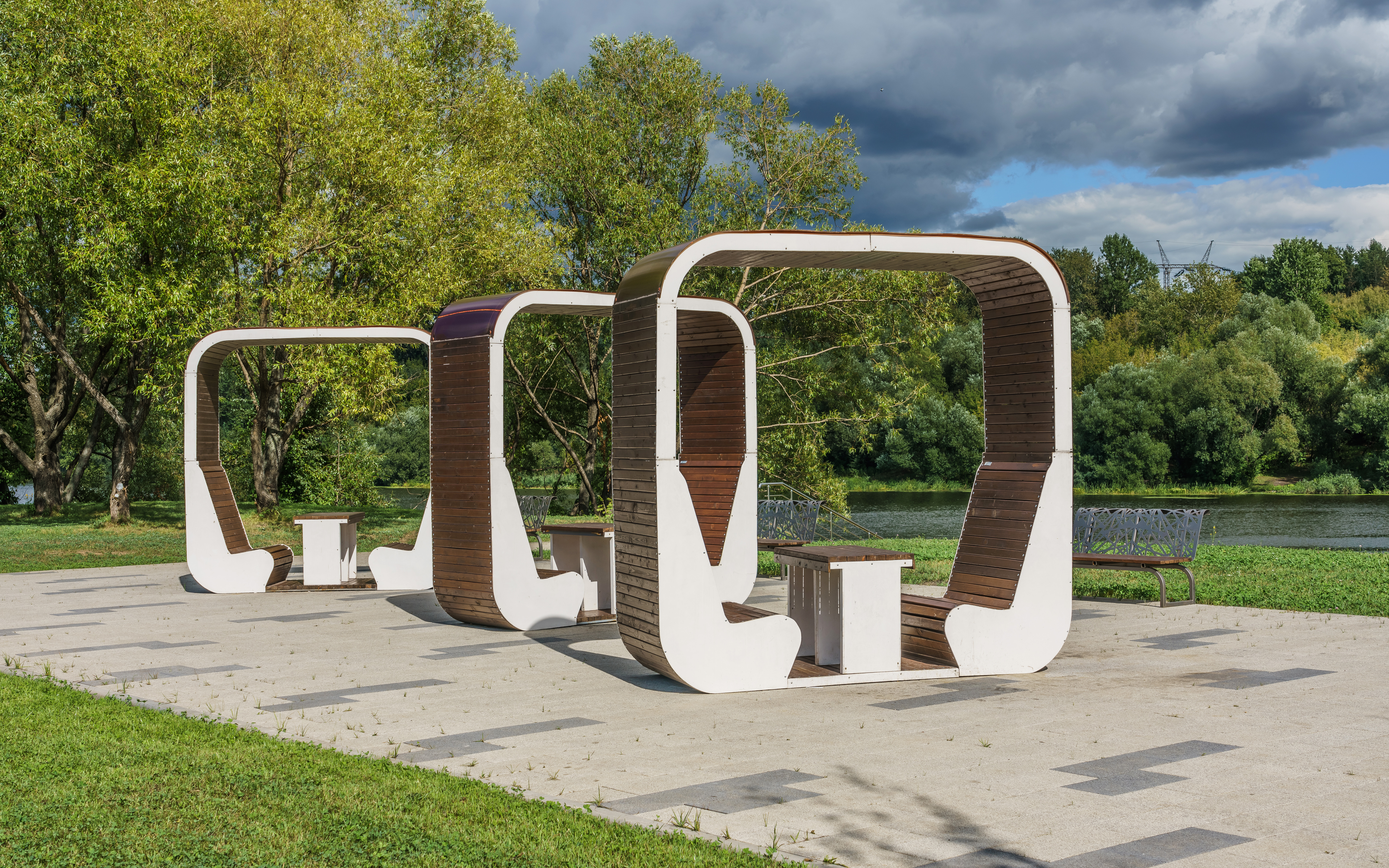
Беседки для отдыха

### Инфраструктура
На территории парка расположено множество зон и объектов спортивного назначения. «Изюминкой» парка является бейсбольное поле (с покрытием из теннисита) в форме бриллианта, где проводятся игры Московской любительской бейсбольной лиги и тренировки любительского бейсбольного клуба «Спартак».
Другие спортивные зоны парка включают в себя футбольное поле (которое в зимний период возможно переоборудовать в ледовый каток), поле для мини-футбола, площадку для паркура, две площадки для воркаута, скейт-парк, баскетбольную площадку, две волейбольные площадки, теннисный корт.
Развита и велоинфраструктура: в парке проложено 13 км велосипедных дорожек, с освещением в тёмное время суток (зимой возможно переоборудование в лыжные трассы).
На берегу Москвы-реки организован летний открытый солярий с 14 деревянными шезлонгами площадью 208 квадратных метров, обустроено 10 пирсов и 14 спусков к воде для любителей рыбной ловли
В парке имеется пять детских площадок, три зоны тихого отдыха, беседки для отдыха и для пикника, летний кинотеатр на 110 мест и сцена для проведения мероприятий. Для владельцев домашних животных сделали две площадки для выгула собак. В целях безопасности посетителей и для лучшей навигации в парке установлено 18 информационных щитов, 546 опор освещения и система видеонаблюдения. В ходе работ по благоустройству территории высажено 1,8 тысячи деревьев, 13,3 тысячи кустарников, разбиты 170 тысяч квадратных метров газонов и 1,5 тысячи квадратных метров цветников.

### Фауна
По сведениям ДПиООС, на территории парка замечено 174 вида птиц, 42 из которых являются краснокнижными. Помимо птиц, на территории заказника обитает 21 вид животных других групп, также занесённых в Красную книгу. Десять из них — млекопитающие, девять — земноводные и два — пресмыкающиеся.